# Saverio Lanza
Saverio Lanza (Firenze, 24 marzo 1970) è un musicista, compositore e produttore discografico italiano.

## Biografia
Saverio Lanza studia composizione al Conservatorio di Firenze col M° Carlo Prosperi, dove si diploma in direzione d'orchestra e strumentazione per banda. Svolge sia l'attività di chitarrista e pianista che quella di compositore, direttore e produttore discografico.

### Gli inizi e l'attività solista
Nel 1990 nasce il gruppo RockGalileo, di cui Saverio Lanza è voce, strumentista e autore dei brani. Il gruppo si esibisce in numerosi concerti in tutta l'Italia e partecipa ai programmi musicali televisivi e radiofonici dell'epoca. Nel 1994 i RockGalileo sono a Sanremo Giovani (concorso musicale che si tiene a novembre per la selezione delle nuove proposte del Festival di Sanremo) e vincono con la canzone La strada da imboccare. Quindi nel febbraio del 1995 partecipano al Festival di Sanremo, nella sezione Nuove Proposte, con il brano Le cose di ieri.
Dopo varie trasformazioni, il gruppo definitivo è composto da Saverio Lanza, voce solista, chitarra e pianoforte; Alfredo Cappelli, basso e cori; Daniele Cloetta, batteria e cori, in seguito sostituito da Gianmarco Colzi.
Come solista Saverio Lanza incide due album: Ce l'hai una sigaretta?, del 2003, in cui dà voce ai clochard italiani; e Madrelingua, del 2007, ricerca sul concetto di "stonato", nel quale dà voce a donne non cantanti immigrate in Italia, presentato nella sala del Consiglio regionale della Toscana. I brani di Ce l'hai una sigaretta? diventano, in versione live, la musica dell'opera teatrale Ombre di Massimo Machiavelli, portato in scena dalla Fraternal Compagnia di Bologna. Sempre legato a quest'ultimo album, Saverio Lanza realizza il progetto Fuori Casta Rock Gala, insieme a Massimo Altomare, racconto in musica di storie di senzatetto, carcerati e immigrati.
Nel frattempo, nel 2004, nasce il progetto Mr Grady, con la collaborazione di Alfredo Cappelli, Fabrizio Morganti e Orla della Bandabardò. Lanza e gli altri musicisti si ritrovano per tre giorni al teatro di Cavriglia per una sessione di registrazioni dal vivo che porta alla realizzazione dell'omonimo disco.
Nel 2013 Saverio Lanza è invitato con Madrelingua a partecipare alla mostra Arimortis al Museo del Novecento di Milano, con la collaborazione di DOCVA (Documentation Center for Visual Arts). Qui espone, come unico musicista, l'opera Playback insieme all'artista russa Olga Schigal.
Nel settembre 2016 Lanza è invitato dalla Fondazione Teatro della Toscana e dal Comune di Firenze a dirigere l'ORT in Non al denaro non all'amore né al cielo di Fabrizio De André per i cento anni dalla pubblicazione dell'Antologia di Spoon River, capolavoro di Edgar Lee Masters, presso il sagrato della Basilica di San Miniato di Firenze.
Dal 2013 lavora a Vocazioni, progetto di direzione corale estemporanea sul testo dell'Ordinarium Missae; ospite di una delle varie performance eseguite anche il poeta/drammaturgo Giuliano Scabia.
Nel Febbraio 2019 scrive insieme a Cristina Donà e al coreografo danzatore Daniele Ninarello lo spettacolo di musica e danza Perpendicolare, prodotto da Codeduomo e Fabbricaeuropa. Lo spettacolo debutta nel giugno dello stesso anno e andrà in scena sino al 2022.

### Pastis
Nel 2005 fonda insieme al fratello fotografo Marco Lanza il progetto Pastis, che unisce in modo originale fotografia e musica, con la creazione di opere di videoarte musicale. Con Pastis i fratelli Lanza partecipano a mostre e concorsi italiani e internazionali.
Ad aprile 2008 Marco e Saverio Lanza sono all'appuntamento di Firenze di Creative Social 08, incontro tra creativi e mondo dell'industria organizzato dall'agenzia pubblicitaria IAB UK (Internet Advertising Bureau UK). A luglio sono invitati a proiettare i loro lavori nella sede di Londra di IAB UK.
Sempre a luglio 2008, i Pastis partecipano a BitBang, festival sui new media al Museo Stibbert di Firenze, organizzato dal Master in Multimedia e Content Design dell'Università di Firenze. Ad agosto i Pastis partecipano come ospiti al Molise Cinema Festival.
Nell'autunno del 2008 i fratelli Lanza sono al Backlight Photo Festival - Tickle Attack 08 di Tampere, in Finlandia, festival triennale internazionale di fotografia finanziato dall'Unione europea. Il 26 ottobre partecipano a PechaKuchaNight presso il Festival della Creatività di Firenze alla Fortezza da Basso. Il Backlight 2008 - Tickle Attack prosegue al FotoFestiwal 09 di Łódź, in Polonia, a maggio 2009, dove i Pastis sono invitati ad esporre i loro lavori.
A gennaio 2009 i Pastis sono a Pitti Immagine Bimbo, dove realizzano un video con 35 bambini lasciati liberi di suonare strumenti musicali. Queste immagini, con i suoni riprodotti casualmente dai bambini, vengono montate in modo creativo, con l'aggiunta di una colonna sonora. Il video viene presentato alla Stazione Leopolda di Firenze nell'evento "REPLAYed: Pastis/22", organizzato da Replay & Sons (linea per bambini del marchio di abbigliamento Replay), a cui partecipa come ospite Max Gazzè, con brani dal vivo che interagiscono con le immagini dei bambini..
Nell'ambito del seminario Il disordine della famiglia, a cura del Laboratorio di Ricerca Freudiana di Firenze, i fratelli Lanza presentano alcune clip di Pastis durante una performance al Teatrino del Gallo di Firenze. Le conclusioni del seminario confluiscono nel libro Identità Precarie (Edizioni ETS, Pisa, 2010), con allegato un DVD contenente Pillole Pastis.
A giugno 2009 i fratelli Lanza tornano a Pitti Immagine per Pitti Uomo 76, nell'ambito del quale presentano il progetto Pastis 26 Regeneration, sempre per Replay. Anche questa volta si tratta di un video in stile Pastis, con il montaggio originale di immagini e musica, che propone "interviste impossibili" a personaggi del mondo della moda, della cultura e dello spettacolo.
Il 15 novembre 2009 il progetto Pastis vince il Premio Ciampi nella sezione L'Altrarte.
Nel dicembre 2011 i Pastis vengono invitati a proiettare alcuni lavori al Video Art and Experimental Film Festival che si tiene al Tribeca di New York.
I fratelli Lanza prendono parte a numerose mostre e fiere tra cui: Memoriaoblio (Bologna); Italian Textile Sonata, - concerto per macchine tessili e altri strumenti - in collaborazione con Tempo Reale presso il Museo del tessuto di Prato. Nello stesso anno esce il DVD autoprodotto Fotoconcerto, un'antologia di alcuni lavori dei Pastis.
Saverio Lanza, sempre nel 2013, realizza la colonna sonora, con contributi video Pastis, per il film Educazione Affettiva di Federico Bondi e Clemente Bicocchi, distribuito da Ardaco Productions e uscito a febbraio 2015.
Il 26 marzo 2014 i fratelli Lanza sono alla Syracuse University of Florence dove presentano il progetto Pastis ed eseguono dal vivo alcuni lavori tratti da Fotoconcerto, come Italian Textile Sonata.
Nel maggio 2014 i Pastis partecipano a Milano MIA Fair (Milan Image Art Fair), fiera internazionale dell'arte dedicata alla fotografia e all'immagine in movimento, dove presentano la performance conclusiva insieme con la loro ospite Irene Grandi.
Il 3 luglio del 2014, i Pastis portano in scena le loro opere di videoarte musicale ai giardini del CUBO Unipol di Bologna, con una performance dal vivo che ha per ospite Cristina Donà.
A maggio del 2015 i fratelli Lanza partecipano a Galàgalera, performance all'interno del Carcere di Sollicciano per Tempo Reale. Qui presentano il loro lavoro su Massimo Altomare, direttore dell'Orkestra Ristretta presso la medesima struttura penitenziaria.
Segue il tour con Irene Grandi per Fotoconcerto, una performance interattiva con suoni e immagini del quotidiano. Il 30 maggio i Pastis portano in scena Fotoconcerto presso l'antica Fornace Agresti di Impruneta.
Nel 2016 la collaborazione con Irene Grandi si consolida e porta alla creazione di un nuovo progetto: Lungoviaggio, un evento a metà tra spettacolo e laboratorio sul tema del viaggio. Qui ricorrono ancora una volta i suoni e le immagini del quotidiano che si fondono con le parole e la musica dello spettacolo, in una performance interattiva con il pubblico a cui partecipa Irene Grandi con il canto. Lo spettacolo debutta il 10 marzo 2016 alla Sala Vanni di Firenze.
Nel 2018 esce il visual album Lungoviaggio, che vede al suo interno ospiti quali: Vasco Rossi, Tiziano Terzani, Samantha Cristoforetti, e che porterà ancora i Pastis in tour per tutto il 2018..
A dicembre 2020 i Pastis vengono invitati a realizzare l'allestimento permanente per la Fornace del Museo della Ceramica di Montelupo Fiorentino.

### Collaborazioni
Nel corso della sua attività, Saverio Lanza collabora come produttore, autore e strumentista con vari artisti: Cristina Donà, Bugo, PGR, Sarah Jane Morris, Vasco Rossi, Biagio Antonacci, Piero Pelù, Irene Grandi & Stefano Bollani, Arisa.
Nel 2010 Saverio Lanza inizia la collaborazione con la cantautrice Cristina Donà, con la quale scrive le musiche dell'album Torno a casa a piedi (2011), di cui è anche il produttore artistico.
Nel 2011 Saverio coproduce insieme a Bugo l'album di Bugo Nuovi rimedi per la miopia. Nel 2013 intraprende con Bugo un tour acustico.
Nel 2014 partecipa alla produzione e, insieme a Cristina Donà alla composizione, di quattro brani del disco Se vedo te di Arisa: Chissà cosa diresti, Se vedo te, Lentamente (Il primo che passa), Dici che non mi trovi mai. L'album contiene anche la canzone Controvento con la quale Arisa vince il Festival di Sanremo, con l'orchestra condotta da Saverio Lanza.
Nel settembre dello stesso anno esce il nuovo disco di Cristina Donà Così vicini, in cui Lanza torna a collaborare nelle vesti di produttore, musicista e autore.
Il 2015 inizia con la produzione del disco di Irene Grandi, con la quale scrive Un vento senza nome, brano presentato al Festival di Sanremo 2015, dirigendone l'orchestra e accompagnandola con la chitarra nella serata cover.
A ottobre 2015 Saverio Lanza riceve la Targa Tenco come autore insieme a Cristina Donà per la Migliore Canzone 2015: Il Senso delle cose, secondo singolo estratto dall'album Così vicini.
Sempre nel 2015 produce il brano Un altro inverno, incluso nell'album d'esordio de Il Geometra Mangoni L'anticiclone delle Azzorre. Tale brano sarà eseguito sul palco del Primo Maggio come brano vincitore del concorso 1M next.
Il 23 gennaio 2016 è sul palco dell'Auditorium Parco della Musica di Roma ad accompagnare Cristina Donà nell'esecuzione di alcuni brani durante la seconda serata del XIV Premio Fabrizio De André assegnato alla cantautrice.
Sempre con Cristina Donà debutta il 3 marzo al Teatro Asioli di Correggio (RE) Amore che vieni amore che vai, il progetto dal vivo dedicato a Fabrizio De André e alle donne delle sue canzoni. Sul palco sale una formazione di sette musicisti: Cristina Donà, voce e chitarra, Saverio Lanza, chitarra elettrica, Rita Marcotulli pianoforte, Enzo Pietropaoli contrabbasso, Fabrizio Bosso tromba, Javier Girotto sax, Cristiano Calcagnile batteria.
L'edizione 2016 di Fabbrica Europa ospita l'allestimento sonoro relativo al disco Madrelingua all'interno del Laboratorio Nomade - Festival au Désert.
Nello stesso anno debutta lo spettacolo Lungoviaggio di Pastis & Irene Grandi che prosegue per tutto il 2017, e col quale viene premiato con la Targa Musica da Bere 2016 nell'ambito dell'omonima manifestazione. Contemporaneamente vede la luce il progetto di improvvisazione corale Vocazioni. Una delle performance è stata ospitata all'interno della Estate Fiorentina 2017.
Il 10 Febbraio esce Dafne, Il film di Federico Bondi del quale Lanza ha curato la colonna sonora. Il Film riceve vari premi tra cui il Fipresci alla Berlinale (Panorama) e il Nastro d'argento speciale.
Nel 2019 Lanza produce il disco Grandissimo, che celebre il 25º anniversario della carriera di Irene Grandi, uscito il 31 maggio.
Nello stesso mese esce l'album Cristina Donà e Ginevra di Marco che vede Lanza in veste di coautore, coproduttore e strumentista. Il disco viene premiato al Mei di Faenza come miglior album indipendente 2019.
Nel giugno 2021 produce il tour Io in blues di Irene Grandi che toccherà varie città italiane, terminando con una doppia data al Blue Note di Milano. Alla storica formazione in trio (Saverio Lanza alla chitarra, Piero Spitilli al basso, Fabrizio Morganti alla batteria) si aggiunge Giuseppe "Pippo" Guarnera all’organo Hammond. Il tour riceve il doppio premio da Radio Rai Live e dal  Mei - Meeting degli Indipendenti.
A dicembre 2021 esce l’album deSidera di Cristina Donà, di cui Lanza è produttore e coautore della parte musicale. Il disco è anticipato da un tour che continua nel 2022.

## Discografia

### Solista e gruppi
- 2003 - Ce l'hai una sigaretta?
- 2007 - MadreLingua

RockGalileo
- 1993 - La strada da imboccare
- 1996 - Siamo del '70
- 1998 - Fatti una mela EP
- 1999 - Galileo

Mr. Grady?
- 2004 - Mr. Grady?

Pastis
- 2019 - Lungoviaggio (con Irene Grandi)

### Collaborazioni
- 2000 - Biagio Antonacci Tra le mie canzoni
- 2001 - Biagio Antonacci 9/NOV/2001
- 2002 - Syria Le mie favole
- 2004 - Biagio Antonacci Convivendo - Parte I
- 2004 - PGR D'anime e d'animali
- 2005 - Biagio Antonacci Convivendo - Parte II
- 2006 - Bugo Sguardo contemporaneo
- 2006 - Piero Pelù In faccia
- 2007 - Biagio Antonacci Vicky Love
- 2007 - Piero Pelù MTV Storytellers
- 2008 - Biagio Antonacci Il cielo ha una porta sola
- 2008 - Piero Pelù Fenomeni
- 2009 - Dolcenera Dolcenera nel Paese delle Meraviglie
- 2011 - Bugo Nuovi rimedi per la miopia
- 2011 - Cristina Donà Torno a casa a piedi
- 2011 - Dolcenera Evoluzione della specie
- 2011 - Vasco Rossi Vivere o niente
- 2014 - Arisa Se vedo te
- 2014 - Cristina Donà Così vicini
- 2015 - Irene Grandi Un vento senza nome
- 2018 - Irene Grandi  Lungoviaggio
- 2019 - Cristina Donà e Ginevra Di Marco Cristina Donà e Ginevra Di Marco
- 2019 - Irene Grandi Grandissimo
- 2020 - Lorenzo Andreaggi Italia, America e ritorno
- 2021 - Cristina Donà deSidera
- 2022 - La Nuova Pippolese Canzoni per grilli e rificolone